# Живон
Живо́н (фр. Givonne) — деревня и коммуна во Франции, находится в регионе Шампань — Арденны. Департамент — Арденны. Входит в состав кантона Северный Седан. Округ коммуны — Седан.
Код INSEE коммуны — 08191.

## География
Коммуна расположена приблизительно в 220 км к северо-востоку от Парижа, в 100 км северо-восточнее Шалон-ан-Шампани, в 21 км к востоку от Шарлевиль-Мезьера.
Большую часть коммуны покрывает лес. Деревня расположена на берегу одноимённой реки Живон.

## Население
Население коммуны на 2008 год составляло 1128 человек.
| 1962 | 1968 | 1975 | 1982 | 1990 | 1999 | 2008 |
| ---- | ---- | ---- | ---- | ---- | ---- | ---- |
| 710  | 748  | 924  | 1004 | 926  | 992  | 1128 |

## Экономика
В 2007 году среди 723 человек в трудоспособном возрасте (15—64 лет) 522 были экономически активными, 201 — неактивными (показатель активности — 72,2 %, в 1999 году было 67,4 %). Из 522 активных работали 483 человека (274 мужчины и 209 женщин), безработных было 39 (15 мужчин и 24 женщины). Среди 201 неактивных 62 человека были учениками или студентами, 59 — пенсионерами, 80 были неактивными по другим причинам.

## Достопримечательности
- Церковь Живон. В 1827 году на месте обветшалой старой церкви была построена новая. Исторический памятник с 1964 года.
- Замок Живон. В башне замка располагалась тюрьма. Сохранились фундамент замка и руины западной башни. На месте замка были построены школа и мэрия.

## Фотогалерея

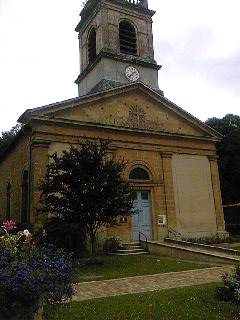
Церковь
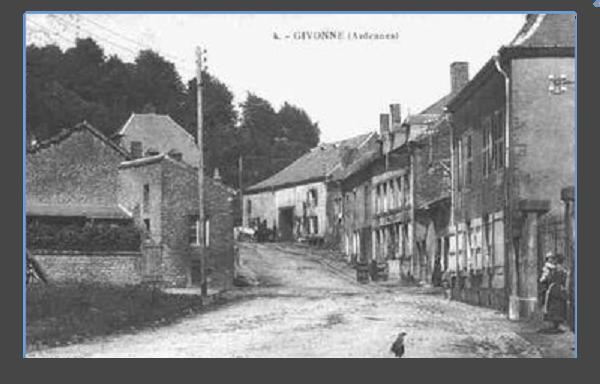
Живон в 1900 году
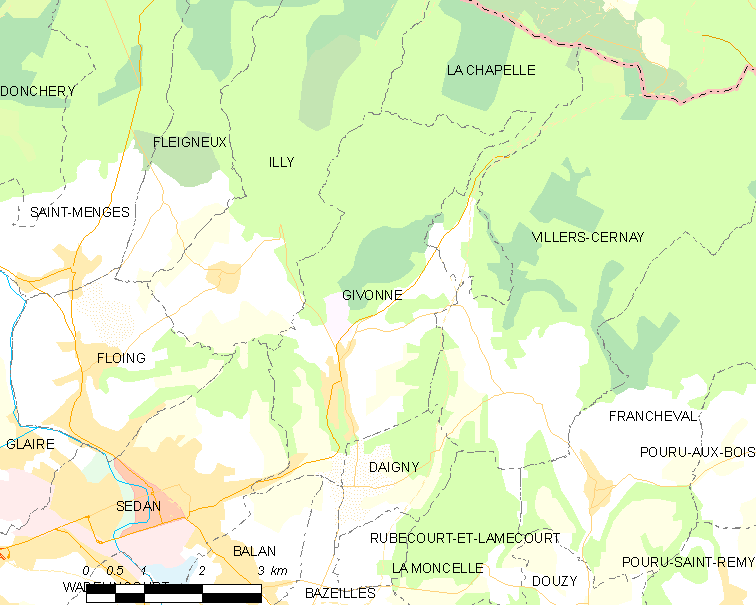
Карта коммуны